# Años 410 a. C.
Los años 410 antes de Cristo transcurrieron entre los años 419 a. C. y 410 a. C. 

## Acontecimientos
- 416-415 a. C.: los atenienses saquean Melos.
- 415 a. C.: Expedición ateniense a Siracusa (Sicilia) bajo el mando de Alcibíades, Lámaco y Nicias y mutilación de los hermas en Atenas la víspera de partir la expedición.
- 411 a. C.: en Atenas (Antigua Grecia) ―durante la guerra del Peloponeso entre Atenas y Esparta― un golpe de Estado voltea el Gobierno democrático ateniense. Sube al poder la oligarquía de Los Cuatrocientos, que será reemplazada unos meses después.